# Vitoria histórica
Vitoria histórica, que en una segunda edición se tituló Vitoria y sus cercanías, es una obra del escritor Vicente González de Echávarri, una colección de artículos publicados en el diario La Libertad sobre aquella ciudad española. Se publicó por primera vez en 1903.

## Descripción
| «Es el Sr. Echávarri pertinaz en sus aficiones de bibliófilo y literato, y rebuscador, que nunca se cansa, de pretéritas glorias, de empatinadas grandezas y de empolvados pergaminos y documentos» —Herminio Madinaveitia, en el prólogo |

La obra, que en su segunda edición lleva prólogo de Herminio Madinaveitia, se imprimió en los talleres que Domingo Sar tenía en la calle de la Estación. González de Echávarri, que sintió «llenar un vacío en la literatura local» con este libro, recorre la ciudad a través de sus páginas: desde las principales construcciones hasta los nuevos barrios situados a las afueras de la ciudad, transitando por figuras y momentos clave en la historia de Vitoria. «Sintetiza, en pocas páginas, sucesos que todos los alaveses debemos conocer; trae á la vida de ahora, con vigoroso relieve, figuras que son orgullo de este solar; compendia remembranzas y esclarece datos, investigaciones y fechas», según Madinaveitia. A juzgar por lo que escribe el autor en una nota adjunta a la segunda edición, de 1904, la primera habría sido acogida por el público con gran aceptación.